# Porsche 944
A Porsche 944 a Porsche AG által Neckarsulmban és Zuffenhausenben, Németországban, 1981 és 1991 között gyártott luxus sportautó.
A Porsche 944-et a Porsche 924 GT-ből fejlesztett modellként 1981-ben mutatták be. A 924-es típus továbbfejlesztése, a modellciklus elején párhuzamosan gyártották  a két modellt, majd a 944-es leváltotta a 924-est. Árban, teljesítményben a 924-es és a 911-es közé pozicionálták. 1991-ben a 968-as modell váltotta fel. A Porsche 944, a kereskedelmi és versenyeredmények szempontjából az egyik legsikeresebb sportkocsi volt.
A motorpaletta 110 kW (150 LE) és 184 kW (250 LE) között volt. A modell felépítésének jellegzetessége a transaxle hajtáslánc.
A 163 303 legyártott példánnyal a gyártás 1991-es befejezésekor az addig gyártott modellek közül a legnagyobb darabszámban eladott Porsche típus lett.

## A gyártásba kerülés előzményei
A 944-es elődjét a Porsche 924-est, a VW-Porsche 914 utódjaként eredetileg a Volkswagen megbízásából fejlesztette a Porsche Engineering. A 924-est a Volkswagen konszernből származó alkatrészei, egységei – úgymint az Audi 100-asból, illetve Volkswagen LT-ből származó 2.0 l-es motor – miatt a közvélemény a közelmúltig gyakran nem értékelte teljes értékű Porschénak. Az imázsprobléma miatt a Porschénál döntés született, egy a Porsche 924 Carrera GT alapjaira épülő, Porsche fejlesztésű motorral rendelkező típus kifejlesztésére.
Az 1981-es év végén bevezetett új modell rögtön a megjelenésekor nagyon kedvező kritikákat kapott a sajtó részéről. Az első teljes gyártási év során több, mint 30 000 legyártott példány került a kereskedőkhöz. A Porsche 944-es gyártását – megbízás keretében – az Audi AG a neckarsulmi gyárában végezte, csak a gyártási ciklus végén, 1991 őszén helyezték át a termelést Zuffenhausenbe –, előkészítendő az utódmodell Porsche 968-as gyártását.

## 944-es típustörténelem 1981-től 1991-ig
A Porsche 944-es gyártása során 944, 944 S, 944 S2, 944 Turbo és – korlátozott darabszámban – 944 Turbo S típusjelzésekkel került forgalomba. A típusvariánsok eltérő teljesítményűek, felszereltségűek, illetve áruk is ezeknek megfelelően képzett volt. Mindegyik változat transaxle építésű, ennek köszönhetően a motort a szokásos orrmotor/hátsókerék-hajtás rendszerekhez képest hátrébb lehet helyezni, a nyomatékváltómű egy egységet képez a hátsó tengellyel, így az ideálist nagyban közelítő tömegelosztást eredményezve. A 944-es az elődmodell 924-estől örökölte a transaxle-elvű hajtásláncot, de a koncepció már az első világháború előtt is ismert volt, 1908-ban Csonka János is épített ilyet, a Škoda Popularnál is ezt a megoldást alkalmazták 1934-ben, majd később az Alfa Romeo több modelljén is használta ezt az elrendezést. A 944-esnél a transaxle elrendzésnek köszönhető 48:52 arányú tömegeloszlás semleges viselkedést eredményez.

### 944 (alapmodell)
Az alapmodell 944-est 1981 és 1989 között gyártották. A piaci bevezetéskor az alapára 38 900 német márka volt, az automata váltós kivitelért 40 400 márkát kellett fizetni, az utolsó gyártási évben az alapmodell 63 265 márkába, míg az automata váltós 65 865 -be került.

#### Motor és nyomatékváltómű

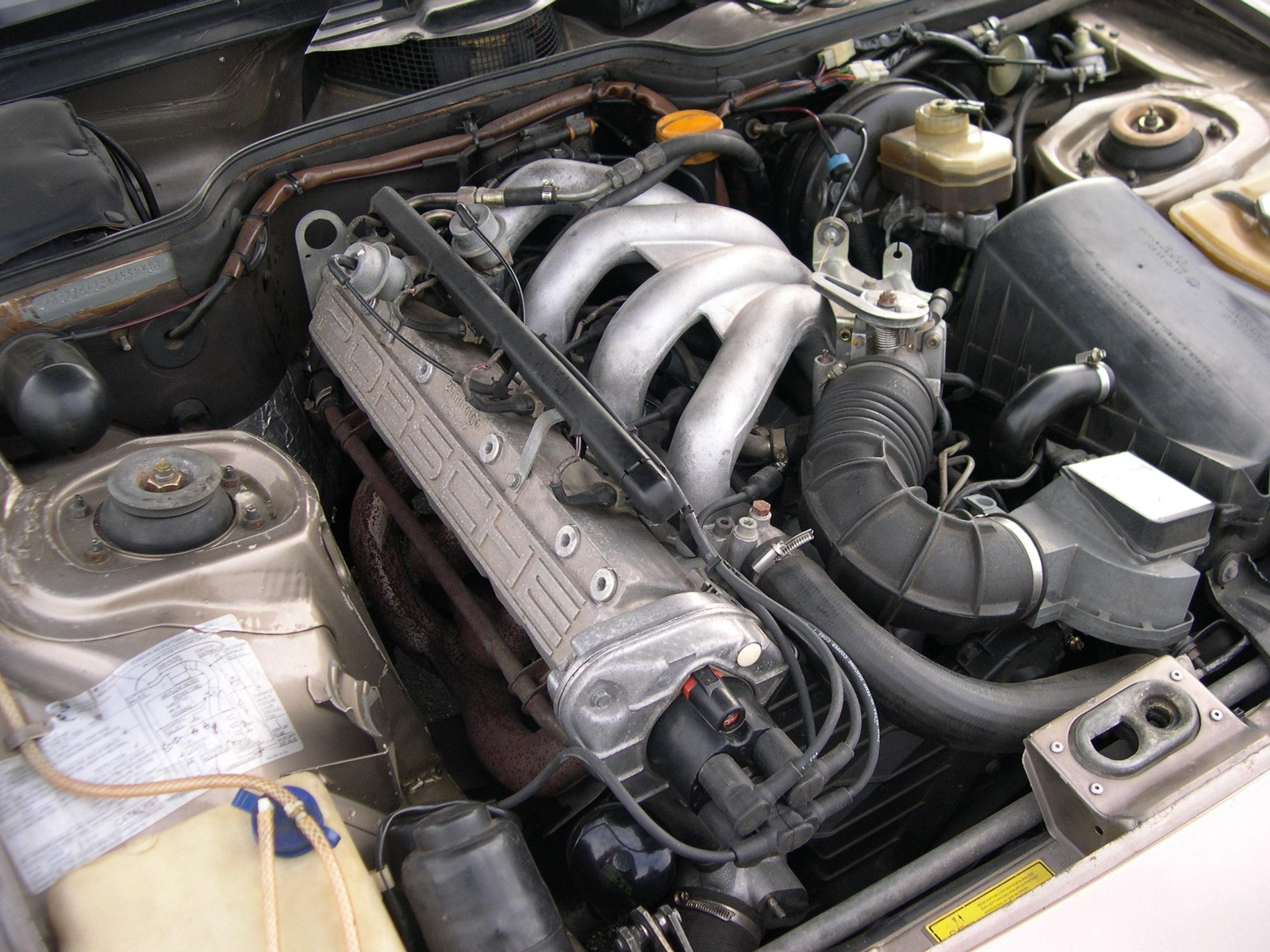
Porsche 944 motortere

A 944-es egy 2479 cm3-es soros elrendezésű négyhengeres motorral került piacra, ami tulajdonképpen a 928-as egyik hengersorából került kifejlesztésre. A katalizátor nélküli változatok 120 kW (163 LE) teljesítménnyel rendelkeztek. A magas, 10,6:1-es sűrítési viszonynak köszönhetően a motor jó termodinamikai hatásfokkal rendelkezik, 205 Nm forgatónyomaték (3000 1/min-nél) és 163 lóerő (5800 1/min-nél) áll rendelkezésre, a legmagasabb fordulatszámot elektronikus limiter korlátozza 6500 1/min-nél. Az a gyár által megadott üzemanyagfogyasztás 90 km/h-nál 7,0 l/100km, 120 km/h-nál 8,7 l/100km, a városi ciklusban 11,4 l/100km.
A forgattyúsház anyaga úgynevezett „AluSil” (Al17Si4CuMg vagy A390) – hipereutektikus alumínium-szilícium ötvözet –, a könnyűfém dugattyúk bevonatolt hajtórúddal csatlakoznak az öt helyen csapágyazott, kovácsolt főtengelyhez. A dugattyúk acélbevonatúak, a hengerfal kopásállóságát szilíciumkristály bevonattal növelték. Az alap 944-es motor nyolcszelepes, egy felülfekvő vezérműtengelyes (SOHC) hengerfejjel rendelkezik, míg a 16 szelepes változat két felülfekvő vezérműtengelyes (DOHC). Az egyenletes járásról a motor járásával ellenkező irányban forgó kiegyenlítőtengely gondoskodik. Ezek közül a vívmányok közül a legtöbb manapság elterjedt megoldás a motorépítésben, azonban 1981-ben a Porschénál egyedülálló és úttörő volt az alkalmazásuk.
A nyomatékváltómű az alapfelszereltég részeként ötfokozatú volt, amivel az erőforrás 8,4 másodperc alatt gyorsította 0–100 km/h-ra a sportautót, míg a feláras automata váltóval ez 9,6 másodpercet vett igénybe.

#### Karosszéria

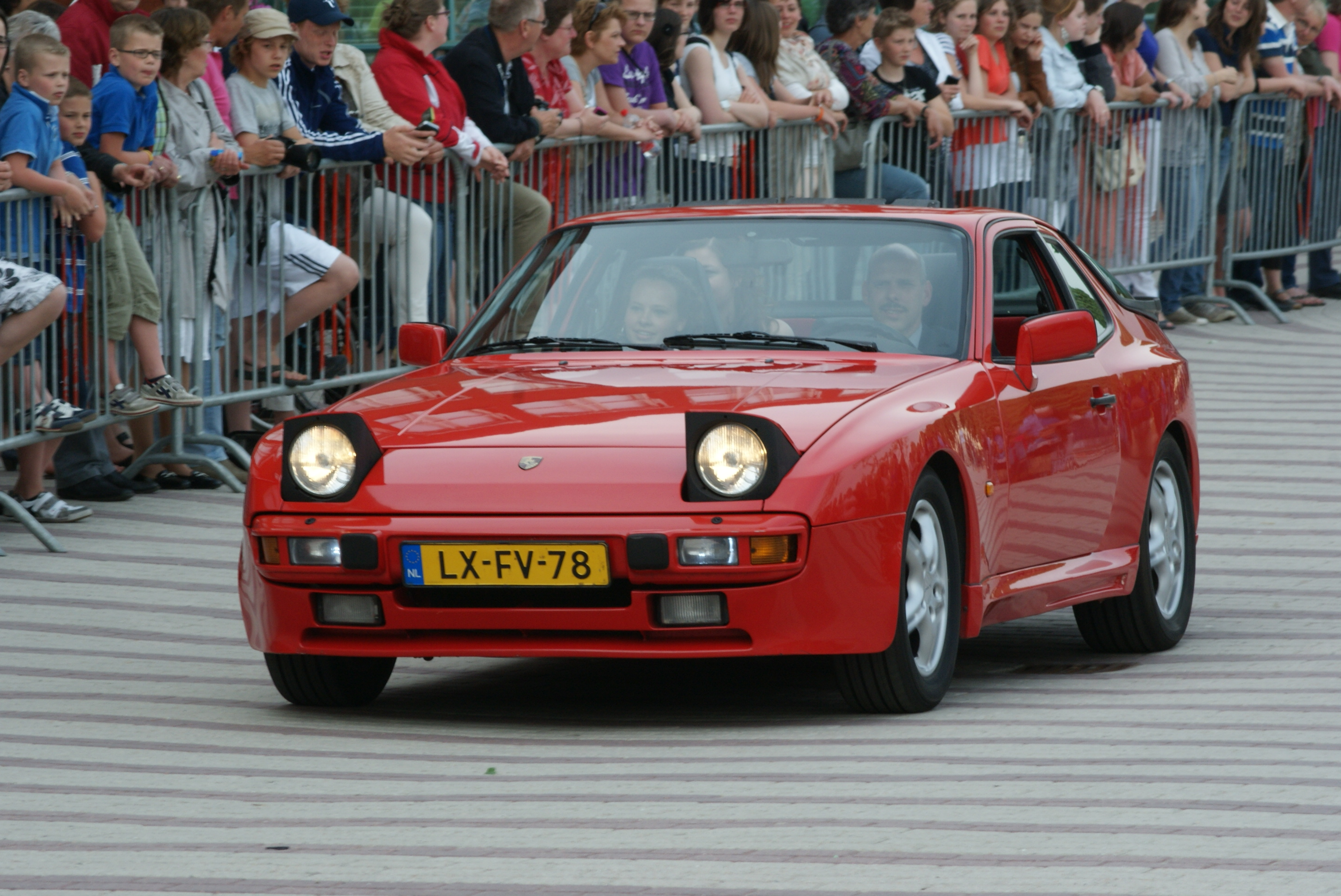
Porsche 944

A Harm Lagaay által tervezett karosszéria formavilága a Porsche 924 Carrera GT-től származik, amelynél a karosszéria elöl és hátul üvegszál erősítésű sárvédő szélesítéseket kapott. A 924 Carrera GT-nél  első sárvédő-szélesítés a 944-eséhez hasonlóan harmonikus, a hátsó azonban drasztikus, a vonalvezetést hirtelen megtörő szögekkel csatlakozik a karosszériához. A 944-esnél a hátsó sárvédők szélesítése is integrálttá vált. A galvanizált karosszéria kitűnően ellenáll a korróziónak, a Porsche hét év átrozsdásodás elleni garanciát adott az autókra. A motorháztető és a rejtett fényszórók a 924-esből származnak, az autónak sportautóhoz képest viszonylag nagy, 370 literes csomagtere van, ami egy erősen ívelt ablak alatt található – ez az ablak egyben a csomagtérajtó is.

#### Felszereltség
A belső tér tervezési koncepciójában, a vezető és az elöl ülő utas komfortja van előtérbe helyezve, a hátsó ülések gyermeknek, 125 cm-es testmagasságig elfogadható kényelműek. A 944-eshez egy maximum 75 kg-mal terhelhető tetőcsomagtartó-rendszert is fejlesztettek. A széria könnyűfém-keréktárcsák 7J×15 méretűek  185/70 VR 15-ös gumikkal, felárért 7J×16 méretű Fuchs keréktárcsákkal és 205/55 VR 16-os gumikkal is rendelhető volt. A gépkocsihoz számos extrát lehetett rendelni, légkondicionálót, nyitható és kivehető targatetőt

#### A gyártási ciklus alatti módosítások
Az alapmodell sikerének egyik alapja volt a modellciklus alatti folyamatos fejlesztés. Az egyik legfontosabb változtatás az 1985-től rendelhető katalizátor volt, amelyet úgy terveztek meg, hogy a korábbi modellekre is felszerelhető volt utólag. A gépkocsi teljesítménye ezzel az opcióval 150 lóerőre csökkent, így sok vásárló – olyan piacokon, ahol erre nem volt kényszer – inkább katalizátor nélkül rendelte meg az autót. A 944 Turbo-hoz fejlesztett üléseket, illetve műszerfalat is megkapta az alapmodell az 1985-ös modellév során, ez volt a legdrasztikusabb változtatás, így az ez előtti példányokat 944/I-nek, míg az ez utániakat 944/II-nek nevezi a köznyelv – a Porsche nem változtatta meg a modellmegjelölést, az a teljes gyártási ciklus alatt 944 maradt. 1987-ben a katalizátoros modellek teljesítményét 160 lóerőre növelték, 1988-ban pedig jelentősen átdolgozták a motort –, a furat 104 mm-re változtatásával, a löket-térfogatot 2681 cm3-re növelve a teljesítmény 165 lóerőre, míg a maximális nyomaték 225 Nm-re nőtt. A motorelektronika is megújult, magasabb lett a sűrítési viszony, nagyobb szívószelepek és átdolgozott, megváltoztatott vezérlésidejű vezérműtengely került a hengerfejbe. A kényelmet a szintén az 1988-as modellévtől rendelhető CD-lejátszó fokozta.

### 944 S és 944 S2

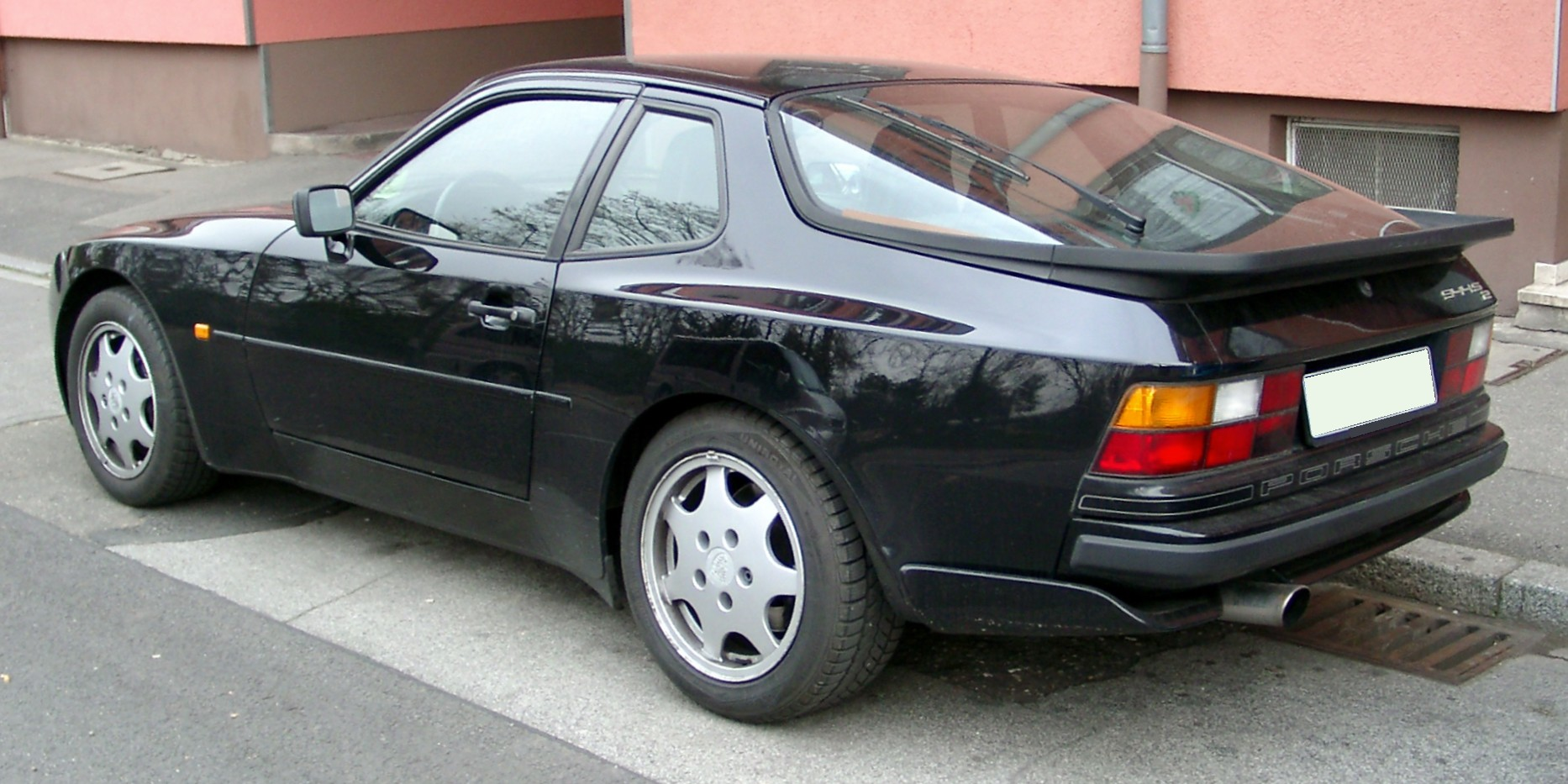
Porsche 944 S2

1986 augusztusában a kínálat egy új típussal, a 944 S-sel bővült, így párhuzamosan lehetett kapni a 944 és a 944 S modelleket. A 944 S – azonos, 2,5l-es lökettérfogat mellett – hengerenként négyszelepes hengerfejet kapott, így a teljesítmény 140 kW-ra, 190 lóerőre nőtt. 1988-ban a 944 S-t a 944 S2 váltotta fel 3,0l-es lökettérfogattal és 155 kW-os (211 LE) teljesítménnyel. Ezzel a Porsche 944 S2 vált korának legnagyobb lökettérfogatú négyhengeres motorjával rendelkező sorozatgyártású személygépkocsijává.
A karosszéria és a belsőtér részletei a 944 Turbo-ból származtak, a légellenállási együttható Cw 0,35-ről Cw 0,33-as értékre javult köszönhetően az új frontköténynek, illetve a hátsó diffúzornak.

### 944 Turbo

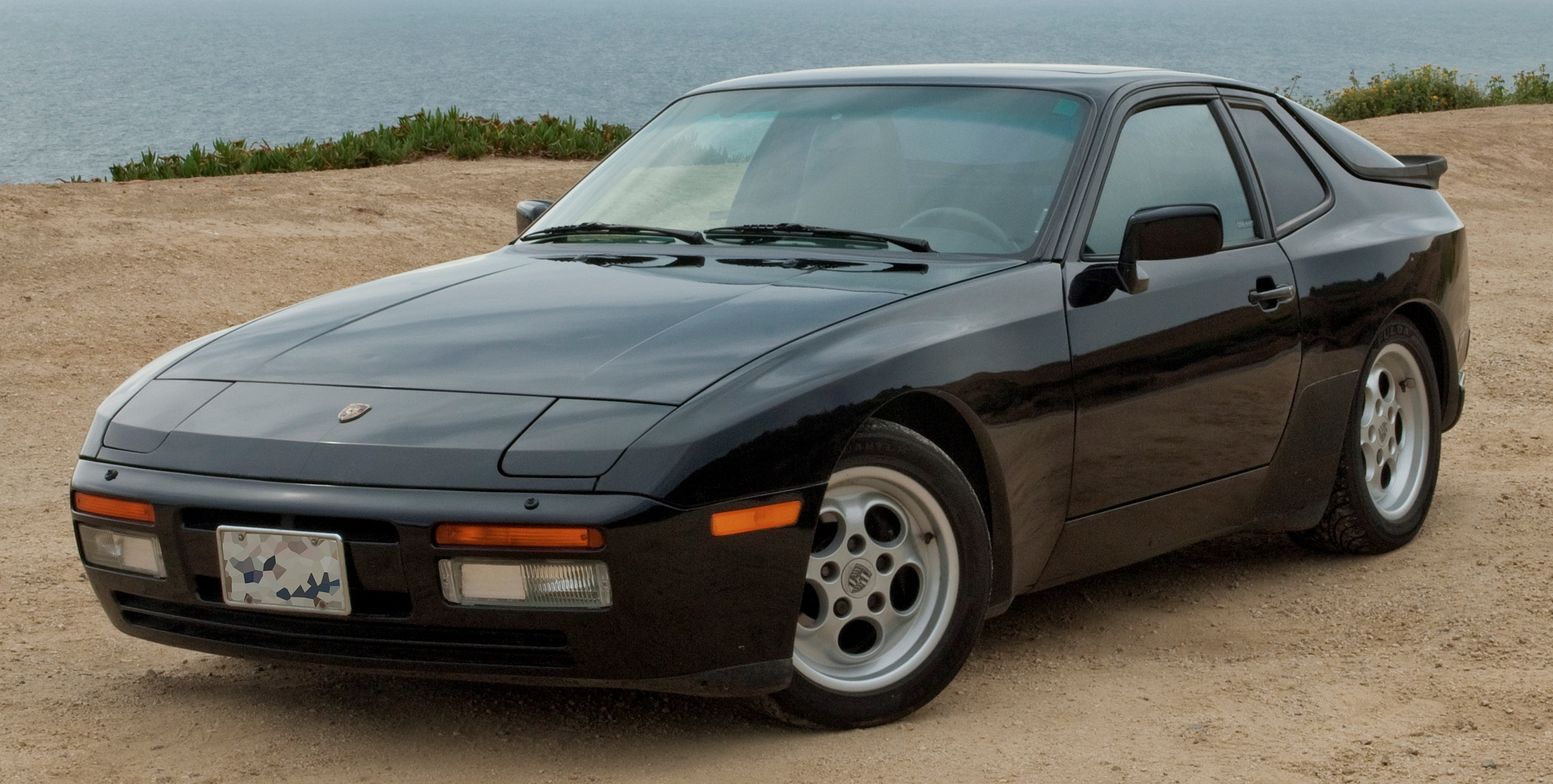
Porsche 944 Turbo (US kivitel)

A 944 Turbo (Typ 951) az 1985-ös bevezetésekor a 2,5l-es motor KKK turbóval feltöltött változatával 162 kW-os (220 lóerő) maximális teljesítménnyel rendelkezett, 1987-től a műszerfali óracsoportba egy 300 km/h-ig mérő sebességmérő óra került. A gyár 245 km/h-ban adta meg a maximális sebességet, de tesztek során a 253 km/h-t is elértek az autóval.
Az 1988-as év során korlátozott darabszámban 184 kW-os 250 lóerő teljesítménnyel 944 Turbo S modelljelöléssel is készültek autók, majd az 1989-es évtől a gyártás 1991-es befejezéséig a 944 Turbo készült ugyanezzel a teljesítményű erőforrással.

#### A piacra kerülés előzményei

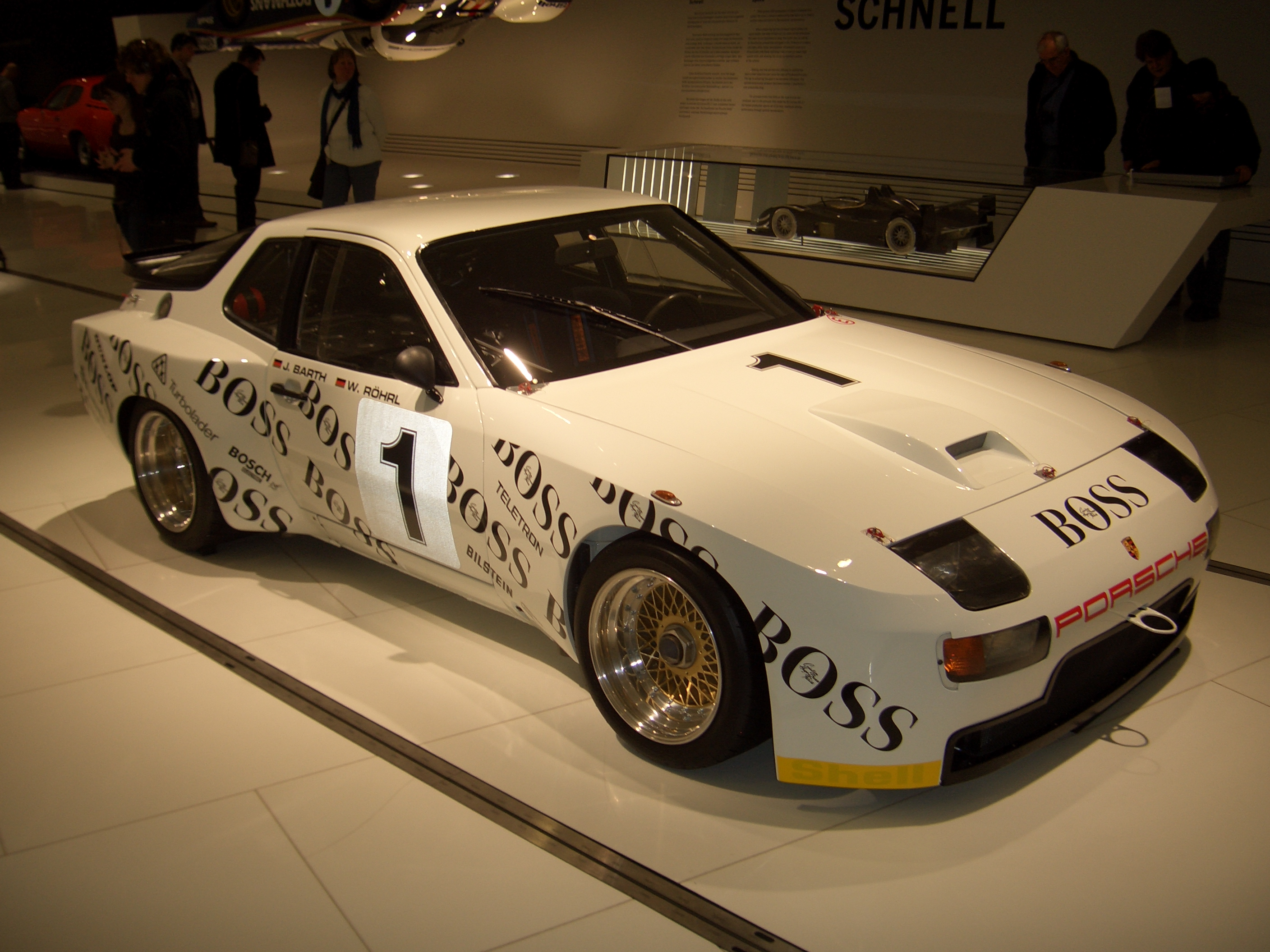
Walter Röhrl és Jürgen Barth Porsche 944 GTR Le Mans autója

1981 őszén a Porsche a Le Mans-i 24 órás autóversenyen egy 944 Turbo prototípussal indult. A Walter Röhrl és Jürgen Barth vezette autó 301 kW-ot (410 LE-t) teljesített 6500 1/min-nél. Ezzel a Porsche 944 GTR „Le Mans”-ként közismertté vált autóval a Le Mans-i 24 órás autóversenyen összesítettben a 7. helyet sikerült elérni. A csapat megkapta a legrövidebb boxkiállás díját is. A versenyautó megbízhatóságának köszönhetően több jóval erősebb autót is megvert a versenyen, mert kevesebb időt kellett a boxban javítással, helyreállítással tölteni.
Három évvel később – 1984-ben – a Longest Day of Nelson 24 órás hosszútávú megbízhatósági versenyen újra indították az autót az  Garrettsville (Ohio)-ban található Nelson Ledges Road Course pályán. Az versenyen csak széria autók, illetve szériaközeli prototípusok indulhattak olyan megkötéssel, hogy a gépkocsiknak meg kell felelni az amerikai közlekedésrendészeti szabályoknak, ezért például katalizátorral is fel kellett szerelni az autót. A versenyt óriási, 40 körös előnnyel nyerte a John Busby, Rick Knoop és Freddy Buker alkotta versenyzőtrió.
A versenysikereket kihasználandó döntés született a gépkocsi utcai változatának gyártásáról Porsche 944 Turbo modellmegjelöléssel. A gépkocsi a gyár belső típusnevezéktanában a 951-es jelölést kapta, az alvázszámokban ennek megfelelően az ötödik, és kilencedik blokkokban a 9-es, az 5-ös illetve az 1-es szám áll, illetve a jobbkormányos változatokban az 1-es helyett 2-es.
A Porsche 944 Turbo-t árban és teljesítményben a 944-es és a 928-as közé pozicionálták – 72 000 márkás alapáron volt kapható, az első példány 1986-ban került kiszállításra.

#### Karosszéria és futómű
A karosszéria a 944-essel megegyező, azonban az új frontkötény, küszöbidom, illetve a hátsó diffúzor javította a légellenállást – ezeket a kiegészítő elemeket később a 944 S2 is megkapta. Az 1987-es évig 205/55 VR 16 (elöl) und 225/50 VR 16 (hátul) gumiszettel szállították a gépkocsikat, később magasabb ZR sebességindexű gumikkal.

#### A gyártási ciklus alatti módosítások
1989-től a 944 Turbo megkapta a korlátozott darabszámban gyártott 944 Turbo S legtöbb komponensét. A legnagyobb változás a nagyobb turbófeltöltőnek köszönhetően megemelt 184 kW-os, 250 lóerős teljesítmény volt. Ezenkívül a műszerfal óracsoportjába 300 km/h-ig mérő sebességmérő óra került a korábbi 270 km/h-ig mérő helyett, illetve nagyobb leszorítóerőt biztosító, szabadon álló, merev szárny váltotta a korábbi poliuretán hátsó szárnyat.

### 944 Cabrio
A Porsche 944 Cabrio technikalag megegyezik a kupéval. A nyers karosszériát az weinsbergi KW-nál alakították át. Nem csak a tetőt távolították el, hanem a karosszéria két ponton hegesztéssel megerősítésre került, a szélvédőkeretet 60 mm-rel alacsonyabbá tették, illetve a hátsó üvegkupolás ajtó helyére egy acéllemez csomagtérfedél került.

#### 944 S2 Cabrio
A 944 S2 Cabrio 1989 és 1991 között készült 6980 példányban.

#### 944 Turbo Cabrio
Csak 528 darab készült a 944 Turbo Cabrio-ból. A tető 1990-ig felár ellenében volt elektromosan is lenyitható, ezután ez az alapfelszereltség része lett. A légkondicionáló szériafelszereltség volt a 944 Turbo Cabrionál.
Az alacsony példányszám miatt az egyik legkeresettebb változat a gyűjtők körében.

## Korlátozott darabszámú sorozatok

### 944 Turbo S
1988-ban a Porsche egy 1635 darabos sorozatot készített a 944 Turbo-ból 944 Turbo S modellmegjelöléssel. Az erőforrás közvetlenül a 944 Turbo Cup-ból jött egy katalizátor beépítésével. Az autót 99 800 márkás áron lehetett megvásárolni. A legjelentősebb változtatás a 944 Turbo 162 kW-os (220 lóerő) teljesítményéhez képest a nagyobb turbófeltöltő által biztosított 184 kW-os (250 lóerő) maximális teljesítmény. A sportkocsi alapfelszereltségéhez tartoztak a KONI sport-lengéscsillapítók, sperrdifferenciálmű, blokkolásgátló, a Porsche 928 S4-esből származó elülső fékrendszer, megerősített nyomatékváltómű külső olajhűtővel. A gyár által megadott legnagyobb sebesség 260 km/h.
Az Egyesült Királyságba szállított jobbkormányos modellek 944 Turbo SE típusjelöléssel kerültek forgalomba.
A legyártott összes példány közül a legtöbb a pezsgő-metál színt (Silberrosé Metallic) kapott, de más színekben is rendelhető volt.

### Porsche 944 Celebration Edition (Special Edition)
1988-ban gördült le a neckarsulmi soron gyártott 100 000. Porsche, ennek alkalmából egy 910 darabos 944 szériát készítettek. 403 darab szaténfekete, 507 darab zermatt-ezüst fényezéssel készült, fekete műbor illetve szürke Studio-szürke kárpitkombinációval, szürke szőnyegezéssel. A kesztyűtartóban egy 65 mm átmérőjű Special Edition 1987 (az US-modelleken Special Edition 1988) feliratú plakett is járt az autóhoz.

## Versenysport

### Porsche 944 GTR
Az 1981-es Le Mans-i 24 órás autóversenyen hetedik helyezést ért el vele a gyári Porsche csapat.

### Porsche 944 Turbo Cup
A 944 Turbo sikeres bevezetésekor született meg az ötlet egy márkakupa-sorozat létrehozására, amit 1986 és 1990 között került megrendezésre. A speciálisan erre a sorozatra épített, maximum 162 kW (220 lóerő) teljesítményű autókkal lehetett indulni. A széria 944 Turbo-hoz képest a felfüggesztést változtatták meg az eredeti KONI helyett Bilsteinre, nagyobb kerekek kerültek az autóra, illetve bukókeret került beépítésre. A katalizátorral ellátott kipufogó rendszer szériaalkatrész volt, a motorvezérlő leplombálásra került. 1987-től blokkolásgátlóval is felszerelték a gépkocsikat.

## Műszaki adatok
A Porsche 944-es utcai változatait az 1981-től 1991-ig tartó gyártási periódusa alatt az alábbi technikai paraméterekkel gyártották.:
| Porsche 944:                    | 944                                                    | 944 (kat) (az 1987-es modellévig)                      | 944 (kat) (1988-tól 1989-ig)                           | 944 (kat) (1989-ben)                                   | 944 S                                                  | 944 S2                                                 | 944 Turbo Typ 951 (az 1988-as modellévig)                   | 944 Turbo Typ 951 (az 1989-es modellévtől)                  | 944 Turbo S Typ 951                                         |
| ------------------------------- | ------------------------------------------------------ | ------------------------------------------------------ | ------------------------------------------------------ | ------------------------------------------------------ | ------------------------------------------------------ | ------------------------------------------------------ | ----------------------------------------------------------- | ----------------------------------------------------------- | ----------------------------------------------------------- |
| Motor:                          | 4 hengeres, soros elrendezésű (négyütemű)              | 4 hengeres, soros elrendezésű (négyütemű)              | 4 hengeres, soros elrendezésű (négyütemű)              | 4 hengeres, soros elrendezésű (négyütemű)              | 4 hengeres, soros elrendezésű (négyütemű)              | 4 hengeres, soros elrendezésű (négyütemű)              | 4 hengeres, soros elrendezésű turbófeltöltéssel (négyütemű) | 4 hengeres, soros elrendezésű turbófeltöltéssel (négyütemű) | 4 hengeres, soros elrendezésű turbófeltöltéssel (négyütemű) |
| Lökettérfogat:                  | 2479 cm3                                               | 2479 cm3                                               | 2479 cm3                                               | 2681 cm3                                               | 2479 cm3                                               | 2990 cm3                                               | 2479 cm3                                                    | 2479 cm3                                                    | 2479 cm3                                                    |
| Furat × löket:                  | 100,0 × 78,9 mm                                        | 100,0 × 78,9 mm                                        | 100,0 × 78,9 mm                                        | 104,0 × 78,9 mm                                        | 100,0 × 78,9 mm                                        | 104,0 × 88,0 mm                                        | 100,0 × 78,9 mm                                             | 100,0 × 78,9 mm                                             | 100,0 × 78,9 mm                                             |
| Teljesítmény 1/min-nél:         | 120 kW (163 LE) 5800                                   | 110 kW (150 LE) 5800                                   | 118 kW (160 LE) 5800                                   | 121 kW (165 LE) 5800                                   | 140 kW (190 LE) 6000                                   | 155 kW (211 LE) 5800                                   | 162 kW (220 LE) 5800                                        | 184 kW (250 LE) 6000                                        | 184 kW (250 LE) 6000                                        |
| Max. forgatónyomaték 1/min-nél: | 205 Nm 3000                                            | 195 Nm 3000                                            | 210 Nm 4500                                            | 225 Nm 4200                                            | 230 Nm 4300                                            | 280 Nm 4000                                            | 330 Nm 3500                                                 | 350 Nm 4000                                                 | 350 Nm 4000                                                 |
| Sűrítési arány:                 | 10,6 : 1                                               | 9,7 : 1                                                | 10,2 : 1                                               | 10,9 : 1                                               | 10,9 : 1                                               | 10,9 : 1                                               | 8,0 : 1                                                     | 8,0 : 1                                                     | 8,0 : 1                                                     |
| Vezérlés:                       | 1 darab felülfekvő vezérműtengely (SOHC)               | 1 darab felülfekvő vezérműtengely (SOHC)               | 1 darab felülfekvő vezérműtengely (SOHC)               | 1 darab felülfekvő vezérműtengely (SOHC)               | 2 darab felülfekvő vezérműtengely (DOHC)               | 2 darab felülfekvő vezérműtengely (DOHC)               | 1 darab felülfekvő vezérműtengely (SOHC)                    | 1 darab felülfekvő vezérműtengely (SOHC)                    | 1 darab felülfekvő vezérműtengely (SOHC)                    |
| Hűtés:                          | vízhűtés                                               | vízhűtés                                               | vízhűtés                                               | vízhűtés                                               | vízhűtés                                               | vízhűtés                                               | vízhűtés                                                    | vízhűtés                                                    | vízhűtés                                                    |
| Nyomatékváltómű:                | 5 fokozatú kézi opcióként: 3 fokozatú automata         | 5 fokozatú kézi opcióként: 3 fokozatú automata         | 5 fokozatú kézi opcióként: 3 fokozatú automata         | 5 fokozatú kézi opcióként: 3 fokozatú automata         | 5 fokozatú kézi                                        | 5 fokozatú kézi                                        | 5 fokozatú kézi                                             | 5 fokozatú kézi                                             | 5 fokozatú kézi                                             |
| Hajtás:                         | hátsókerék-hajtás                                      | hátsókerék-hajtás                                      | hátsókerék-hajtás                                      | hátsókerék-hajtás                                      | hátsókerék-hajtás                                      | hátsókerék-hajtás                                      | hátsókerék-hajtás                                           | hátsókerék-hajtás                                           | hátsókerék-hajtás                                           |
| Fékek:                          | elöl, hátul belsőhűtésű tárcsafék                      | elöl, hátul belsőhűtésű tárcsafék                      | elöl, hátul belsőhűtésű tárcsafék                      | elöl, hátul belsőhűtésű tárcsafék                      | elöl, hátul belsőhűtésű tárcsafék                      | elöl, hátul belsőhűtésű tárcsafék                      | elöl, hátul belsőhűtésű tárcsafék                           | elöl, hátul belsőhűtésű tárcsafék                           | elöl, hátul belsőhűtésű tárcsafék                           |
| Felfüggesztés elöl:             | McPherson-rugóstag keresztlengőkarral, stabilizátorral | McPherson-rugóstag keresztlengőkarral, stabilizátorral | McPherson-rugóstag keresztlengőkarral, stabilizátorral | McPherson-rugóstag keresztlengőkarral, stabilizátorral | McPherson-rugóstag keresztlengőkarral, stabilizátorral | McPherson-rugóstag keresztlengőkarral, stabilizátorral | McPherson-rugóstag keresztlengőkarral, stabilizátorral      | McPherson-rugóstag keresztlengőkarral, stabilizátorral      | McPherson-rugóstag keresztlengőkarral, stabilizátorral      |
| Felfüggesztés hátul:            | keresztlengőkaros                                      | keresztlengőkaros                                      | keresztlengőkaros                                      | keresztlengőkaros                                      | keresztlengőkaros                                      | keresztlengőkaros, stabilizátorral                     | keresztlengőkaros, stabilizátorral                          | keresztlengőkaros, stabilizátorral                          | keresztlengőkaros, stabilizátorral                          |
| Rugózás elöl:                   | tekercsrugó                                            | tekercsrugó                                            | tekercsrugó                                            | tekercsrugó                                            | tekercsrugó                                            | tekercsrugó                                            | tekercsrugó                                                 | tekercsrugó                                                 | tekercsrugó                                                 |
| Rugózás hátul:                  | torziós rugóval, teleszkóp-lengéscsillapítóval         | torziós rugóval, teleszkóp-lengéscsillapítóval         | torziós rugóval, teleszkóp-lengéscsillapítóval         | torziós rugóval, teleszkóp-lengéscsillapítóval         | torziós rugóval, teleszkóp-lengéscsillapítóval         | torziós rugóval, teleszkóp-lengéscsillapítóval         | torziós rugóval, teleszkóp-lengéscsillapítóval              | torziós rugóval, teleszkóp-lengéscsillapítóval              | torziós rugóval, teleszkóp-lengéscsillapítóval              |
| Karosszéria:                    | önhordó acélkarosszéria                                | önhordó acélkarosszéria                                | önhordó acélkarosszéria                                | önhordó acélkarosszéria                                | önhordó acélkarosszéria                                | önhordó acélkarosszéria                                | önhordó acélkarosszéria                                     | önhordó acélkarosszéria                                     | önhordó acélkarosszéria                                     |
| Nyomtáv elöl/hátul:             | 1477/1451 mm                                           | 1477/1451 mm                                           | 1477/1451 mm                                           | 1477/1451 mm                                           | 1477/1451 mm                                           | 1477/1451 mm                                           | 1477/1451 mm                                                | 1472/1451 mm                                                | 1477/1442 mm                                                |
| Tengelytáv:                     | 2400 mm                                                | 2400 mm                                                | 2400 mm                                                | 2400 mm                                                | 2400 mm                                                | 2400 mm                                                | 2400 mm                                                     | 2400 mm                                                     | 2400 mm                                                     |
| Gumik/keréktárcsák:             | 185/70 VR15 7J × 15                                    | 195/65 VR15 7J × 15                                    | 195/65 VR15 7J × 15                                    | 195/65 VR15 7J × 15                                    | 195/65 VR15 7J × 15                                    | elöl: 205/55 ZR16 7J × 16 hátul: 225/50 ZR16 8J × 16   | elöl: 205/55 ZR16 7J × 16 hátul: 225/50 ZR16 8J × 16        | elöl: 225/55 ZR16 7,5J × 16 hátul: 245/45 ZR16 9J × 16      | elöl: 225/55 ZR16 7,5J × 16 hátul: 245/45 ZR16 9J × 16      |
| Méretek H × Sz × M:             | 4200 × 1735 × 1275 mm                                  | 4200 × 1735 × 1275 mm                                  | 4200 × 1735 × 1275 mm                                  | 4200 × 1735 × 1275 mm                                  | 4200 × 1735 × 1275 mm                                  | 4230 × 1735 × 1275 mm                                  | 4230 × 1735 × 1275 mm                                       | 4230 × 1735 × 1275 mm                                       | 4230 × 1735 × 1275 mm                                       |
| Üres tömeg (saját tömeg):       | 1180 kg (1986-tól: 1210 kg)                            | 1210 kg (1987-től: 1240 kg)                            | 1260 kg                                                | 1290 kg                                                | 1280 kg                                                | 1310 kg (1990-től: 1340 kg)                            | 1280 kg (1987-től: 1350 kg)                                 | 1350 kg (1990-től: 1400 kg)                                 | 1350 kg                                                     |
| Végsebesség:                    | 220 km/h                                               | 220 km/h                                               | 218 km/h                                               | 220 km/h                                               | 228 km/h                                               | 240 km/h                                               | 245 km/h                                                    | 260 km/h                                                    | 260 km/h                                                    |
| Gyorsulás 0–100 km/h:           | 8,4 s                                                  | 8,5 s                                                  | 8,4 s                                                  | 8,2 s                                                  | 7,9 s                                                  | 6,8 s                                                  | 6,3 s                                                       | 5,9 s                                                       | 5,9 s                                                       |

## Fordítás
Ez a szócikk részben vagy egészben  a   Porsche 944 című német Wikipédia-szócikk ezen változatának fordításán alapul.  Az eredeti cikk szerkesztőit annak laptörténete sorolja fel. Ez a jelzés csupán a megfogalmazás eredetét és a szerzői jogokat jelzi, nem szolgál a cikkben szereplő információk forrásmegjelöléseként.